# Сіпарая гірська

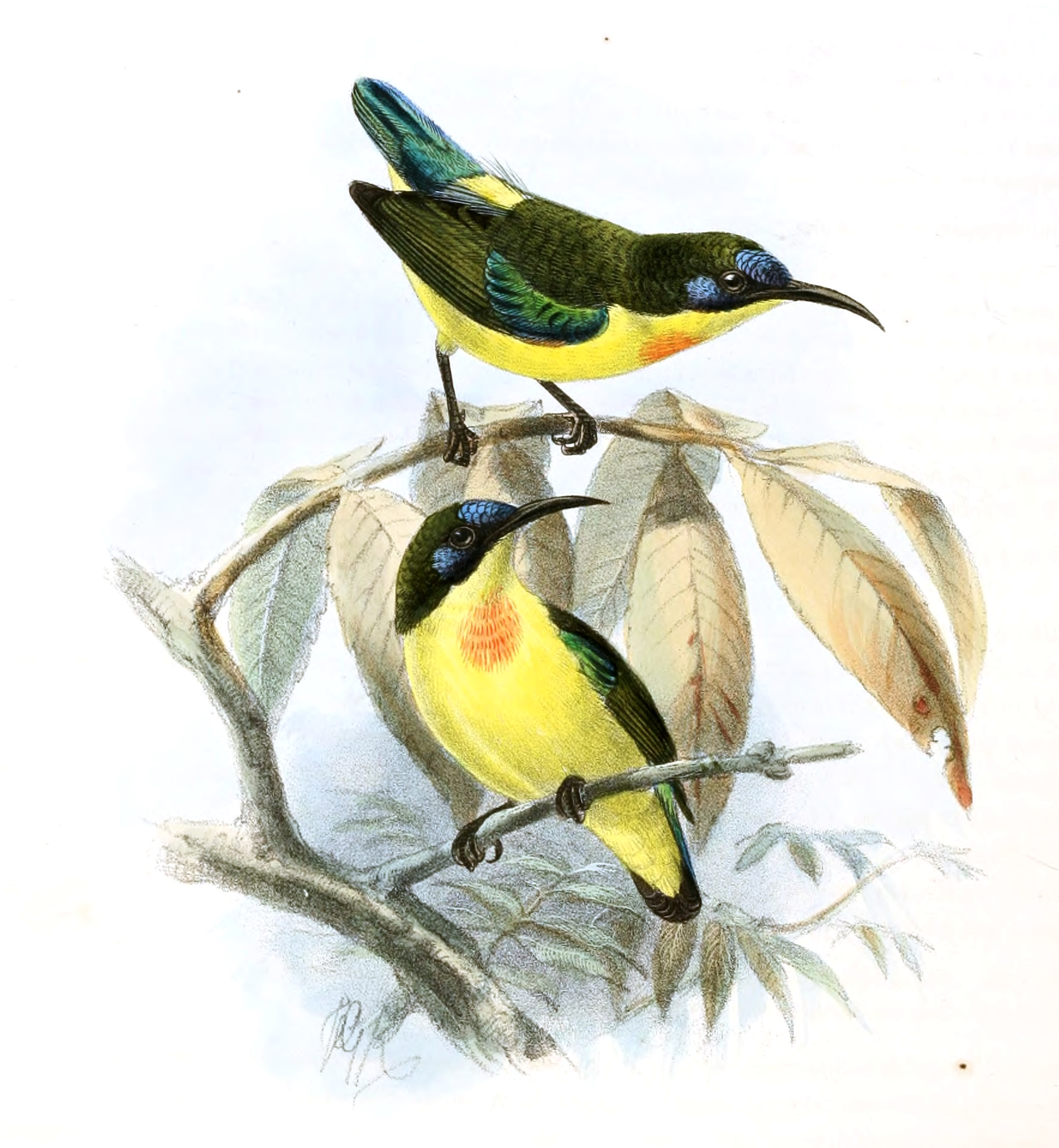
Гірські сіпараї

Сіпарая гірська (Aethopyga pulcherrima) — вид горобцеподібних птахів родини нектаркових (Nectariniidae). Ендемік Філіппін.

## Поширення й екологія
Гірські сіпараї мешкають на островах Басілан, Дінагат, Сіаргао, Біліран, Самар, Лейте і Мінданао. Живуть у вологих тропічних лісах.